# Гаспаров, Самвел Владимирович
Самвел Владимирович Гаспа́ров (арм. Սամվել Վլադիմիրի Գասպարով; 6 июля 1938, Тбилиси — 26 мая 2020, Москва) — советский и российский кинорежиссёр.

## Биография
Родился 6 июля 1938 года в Тбилиси в армянской семье.
До начала кинокарьеры работал шофёром-дальнобойщиком. Писал рассказы.
В 1970 году окончил режиссёрский факультет ВГИКа (мастерская Михаила Ромма).

### Карьера
Участвовал в съёмках фильма «Ожерелье для моей любимой» (1971). Работал ассистентом режиссёра.
Режиссёрский дебют состоялся в 1974 году фильмом о водителе-дальнобойщике. Работал режиссёром Одесской киностудии и киностудии им. Горького. В основном Гаспаров снимал приключенческие фильмы о Гражданской войне в России, детективы и боевики, которые критиковались за отсутствие психологизма и обилие кровавых сцен.
После 1990 года Гаспаров ушёл из кино, занимаясь другой деятельностью, в том числе в 1993 году организовал концерт Майкла Джексона в Москве на стадионе «Лужники».
В 2009 году Гаспаров вернулся в кино боевиком «Капкан для киллера».

### Личная жизнь
С первой женой был знаком ещё с юношеских лет в Тбилиси. Поженились после окончания школы. В этом браке родилась дочь Нино.
Вторая жена — актриса Ольга Гаспарова (Кобелева).
Третья жена (с 1980 года) — актриса Наталья Вавилова.

### Болезнь и смерть
В последние годы жизни Самвел Гаспаров страдал от язвенной болезни желудка, перенёс хирургическую операцию.
Скончался 26 мая 2020 года в Москве от коронавируса. Похоронен на Хованском кладбище (центральная территория, участок № 135а).

## Фильмография

### Режиссёр
- 1974 — Рейс первый, рейс последний
- 1977 — Ненависть
- 1977 — Свидетельство о бедности
- 1979 — Забудьте слово «смерть»
- 1980 — Хлеб, золото, наган
- 1981 — Шестой
- 1983 — Без особого риска
- 1985 — Координаты смерти
- 1987 — Как дома, как дела?
- 1990 — Стервятники на дорогах
- 2009 — Капкан для киллера

### Актёр
- 1980 — Хлеб, золото, наган
- 1983 — Без особого риска

### Сценарист
- 1990 — Стервятники на дорогах